# Garça de Cima
Garça de Cima é uma aldeia da freguesia de São Pedro Apóstolo da ilha de Santo Antão, Cabo Verde. Pertence ao concelho de Ribeira Grande.  O Ribeira da Garça localiza-se na este da aldeia.
Em secção de norte, o novo barragem nomeado-se Canto de Cagarra foi inaugurado  na 16 de novembro de 2014 e o único barragem da ilha e ilhas de Barlavento.